# Crusader Kings
Crusader Kings (CK, в русской локализации — Крестоносцы) — компьютерная игра жанра глобальная стратегия. Выпущена в 2004 году. Продолжает серию игр, начатую Europa Universalis. Несмотря на сходство с EU, CK имеет ряд существенных отличий от других игр серии.

## Главные особенности игры
- Три кампании — 1066 (битва при Гастингсе), 1187 (Третий крестовый поход)[3], 1337 (Столетняя война); Год окончания игры — 1453, охватываемый регион — Европа, Северная Африка и часть Ближнего Востока;
- Бо́льшая, чем в EU, роль личности в истории — как и в EU, существуют правители, способности которых существенно влияют на ход игры (всего существуют 7 отображаемых в игре параметров и 3 скрытых), но теперь они не заданы заранее. Игрок сам выбирает жену для правителя своего государства, и от её способностей зависят способности детей, которые впоследствии приходят к власти (в оригинальной игре это касалось параметров военного искусства, дипломатии, интриги, хозяйства, здоровья и плодовитости, в Deus Vult — только двух последних). Также существует большое число придворных, которые имеют те же параметры, что и правители, тоже могут жениться и иметь детей; существует возможность делать их советниками правителя;
- Реализована идея о том, что с расширением империи ей становится всё труднее управлять; по мере присоединения новых территорий эффективность управления падает, так что игрок вынужден отдавать эти территории вассалам, которые в определённых условиях могут объявить себя независимыми от прежнего сюзерена (механизм игры даёт возможность потребовать их обратно у вассала, но новый владелец далеко не всегда соглашается на это);
- В соответствии с историческим периодом в игре есть крестовые походы;
- Технический прогресс идёт независимо от игрока, можно задавать лишь по одному приоритетному направлению в каждой из 3 областей: военное дело, экономика, культура. Любая технология может быть как открыта в конкретной провинции, так и принесена из другой провинции (в данном случае может начать использоваться технология, для которой ещё не выполнены все условия);
- В отличие от EU и Victoria, в оригинальном варианте игры нет возможности играть за мусульманские, языческие государства, папу римского, епископства, рыцарские ордена и республики (но её можно добавить путём модификации игровых файлов).

Некоторые из этих идей реализованы в Europa Universalis 3 (свободный геймплей; случайно генерируемые, а не заранее предопределённые правители; советники).

## Дополнение
В октябре 2007 года вышло дополнение к игре — Crusader Kings: Deus Vult. Среди наиболее значимых нововведений: теперь персонажи могут становиться друзьями или врагами, появился экран игровой статистики, появилась возможность отправлять детей на воспитание к чужому двору. Существенно увеличилось число событий.

## Отзывы
| Сводный рейтинг | Сводный рейтинг |
| Агрегатор       | Оценка          |
| --------------- | --------------- |
| GameRankings    | 74,78 %         |